# Kluft (Geologie)

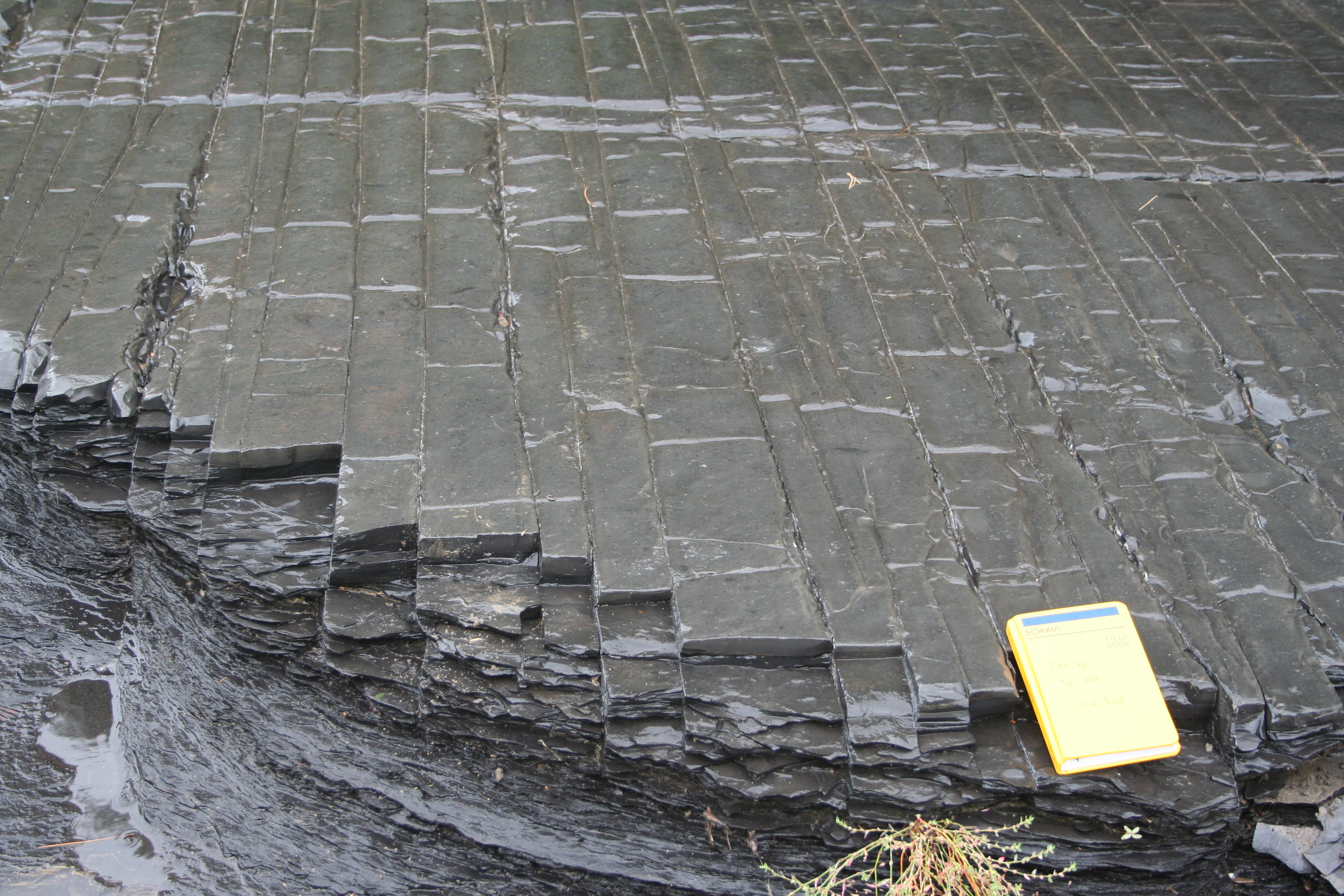
Rechtwinklige Klüftung in Schluffstein und Schwarzschiefer im ordovizischen Utica-Schiefer bei Fort Plain im US-Bundesstaat New York

Klüfte oder Kluftflächen, bergmännisch auch Liesen, sind Trennflächen im Gestein, die entweder durch tektonische Beanspruchung oder durch nicht-tektonische Ursachen entstehen. Nicht-tektonische Ursachen von Brüchen sind Druckentlastung (speziell bei Plutoniten), Druckbelastung (etwa bei Auflast durch Sedimentzufuhr oder bei einem Meteoriteneinschlag), diagenetische Prozesse oder Abkühlung (Kontraktion) von Gesteinen.

## Beschreibung

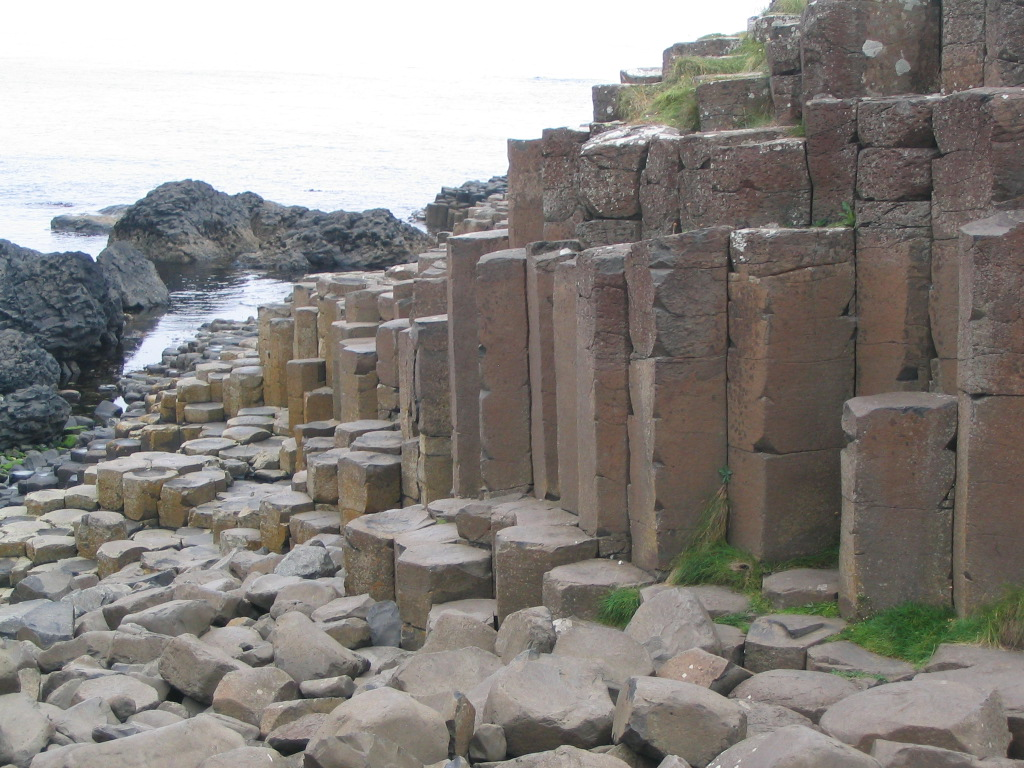
Säulenförmige Klüftung in den Basalten des Giant’s Causeway in Irland, entstanden durch thermische Kontraktion

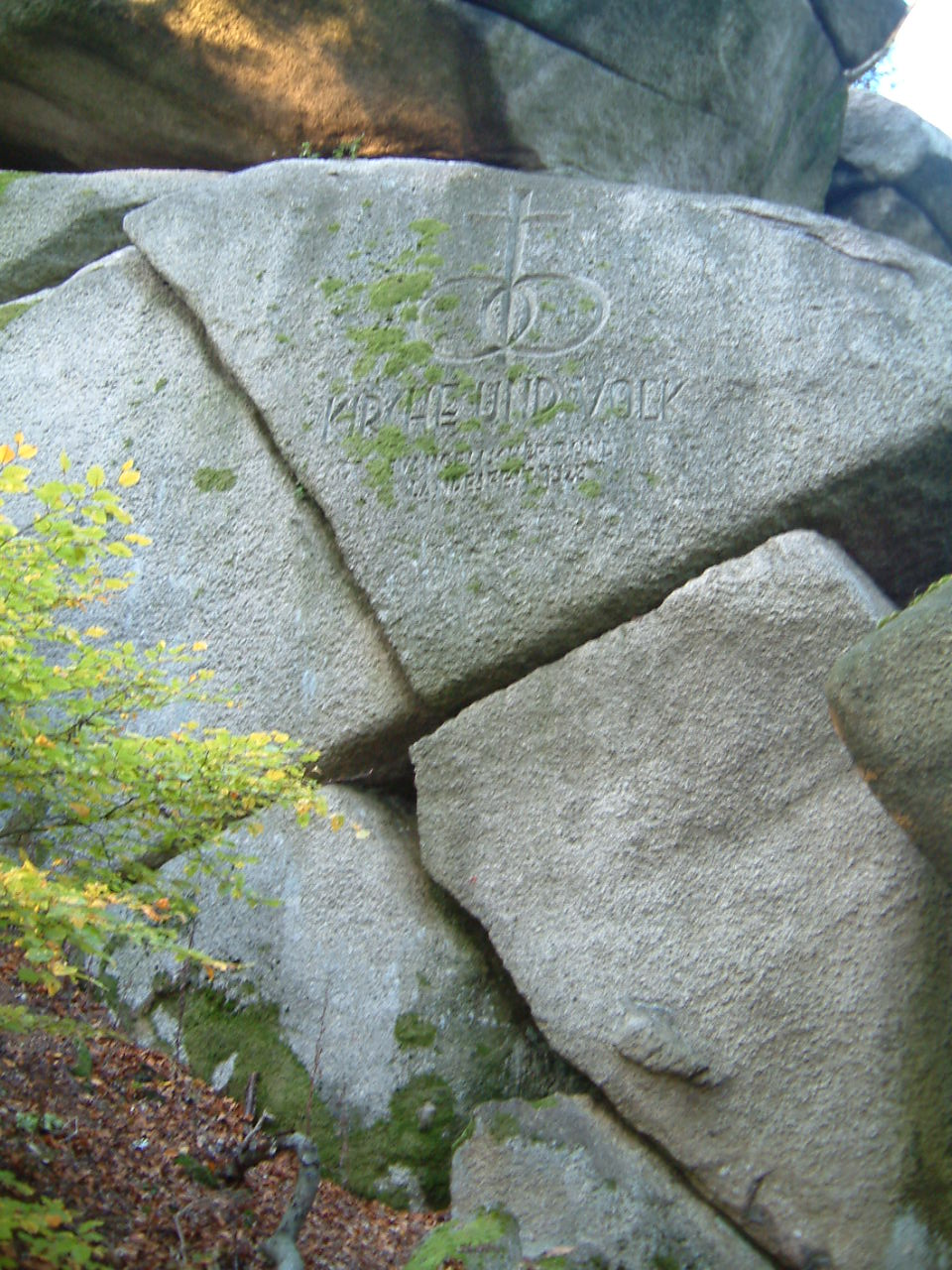
Orthogonales Kluftsystem im Kösseine-Granit

Die Öffnung einer Kluft, also der Raum zwischen den beiden Wänden, liegt im Bereich von weniger als einem Millimeter Weite bis zu einer Erstreckung von mehreren Metern. Im mikroskopischen Bereich spricht man von Mikrorissen. Größere Klüfte, die sich über eine längere Entfernung erstrecken, werden Hauptklüfte genannt.
Die Richtungshäufigkeit von Klüften kann man grafisch in der Kluftrose darstellen. Verschiedene, nahezu parallel verlaufende Klüfte werden als Kluftschar bezeichnet. Kluftscharen bilden ein wesentliches Untersuchungsobjekt der Strukturgeologie und der Geophysik. Die Richtung von Kluftscharen entspricht meist der Achse der Kompressionspannung in einer Region, und in tektonisch aktiven Gebieten entspricht ihre Ausrichtung oft den Herdflächen von Erdbeben.
Klüfte und Kluftscharen unterschiedlicher Orientierung aber mit gemeinsamer Entstehungsgeschichte bilden ein Kluftsystem. Unabhängig von ihrer Entstehung werden alle in einem bestimmten Bereich vorkommenden Klüfte Kluftnetz genannt.
In der Regel findet an den Kluftflächen kein Versatz der getrennten Gesteine statt. Treten jedoch größere Bewegungen entlang der Klüfte auf, so entwickeln sie sich zu Verwerfungen. Bei seitlicher Öffnung von Klüften reißen Spalten auf.
Als bedeutender Experte der Klufttektonik gilt der Geophysiker Adrian Scheidegger (Schweiz und Wien). Seine Forschungen zur Geomorphologie alpiner Landschaften und zur Statistik und Dynamik regionaler Klüfte geben starke Hinweise, wie die Hauptachsen von geologischem Stress und Bewegungsrichtungen im Innern der Kontinentalblöcke liegen. Wo die lokalen Kluftrichtungen nicht mit den kontinentalen Richtungen übereinstimmen, entsprechen sie oft älteren tektonischen Phasen (z. B. den variszischen), die sich dadurch lange nach ihrem Abklingen nachweisen lassen. So zeigt etwa die Diendorfer Störung nördlich der Wachau (Niederösterreich) einen klaren Zusammenhang mit einer Blattverschiebung der Donau, deren Tal um rund 30 km nach Nordosten versetzt wurde.
Bei der Öffnung einer Kluft können sich entlang der Kluftflächen durch die Zirkulation von Grundwasser oder hydrothermalem Wasser Kluftminerale ablagern. Charakteristische Mineralisierungen werden dabei durch Quarz, welcher in unterschiedlichen Varietäten auftritt, sowie andere Silicate wie Epidot oder Chlorit, verschiedene Karbonate und einige Erzminerale gebildet. In wasserlöslichen Gesteinen, wie Kalkstein, Gips und einigen Kalksandsteinen können sich Klüfte durch fortschreitende Auflösung des Nebengesteins erweitern und so zur Bildung von Karsthöhlen führen.

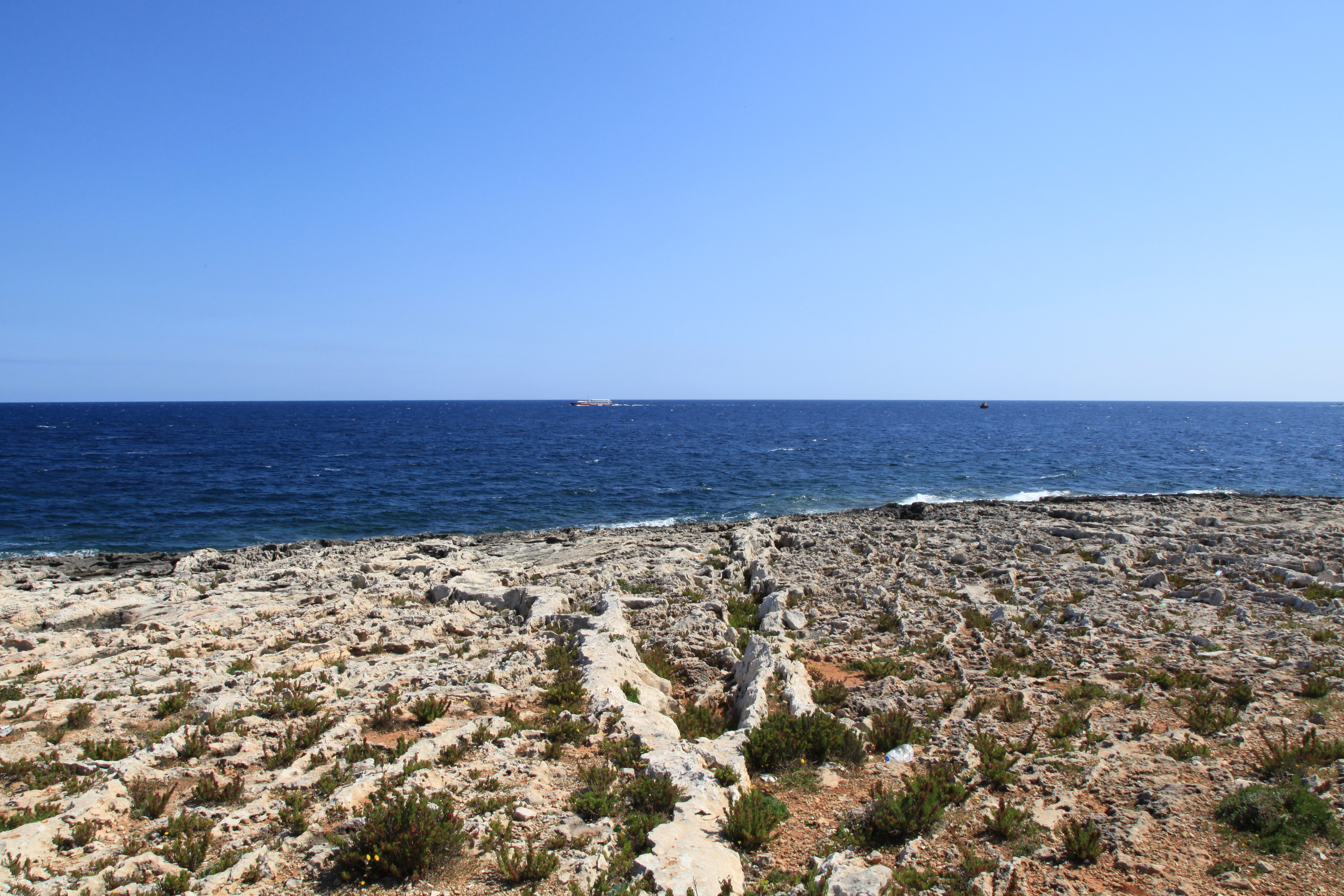
Positiv ausgewittertes Kluftnetz auf Malta

Größere, mit Gestein und Mineralien verfüllte Klüfte werden als Gänge bzw. bei erhöhtem Erzmetallgehalt als Erzgänge bezeichnet. Ist die Kluftfüllung witterungsresistenter als das umgebende Gestein, können Kluftnetze als positive Leisten auswittern.
Auf dem Mond können Klüfte größere Ausmaße erreichen, weil sie sich nicht durch Erosion oder Tektonik schließen. Sie sind Zeichen von fossilen Spannungen der Mondkruste und werden von den Astronomen in die Formengruppen der Rupes (Geländestufen) und der Rimae (Rillen) unterteilt.